# Ceanothus rugosus
Ceanothus rugosus är en brakvedsväxtart som beskrevs av Edward Lee Greene. Ceanothus rugosus ingår i släktet Ceanothus och familjen brakvedsväxter. Inga underarter finns listade i Catalogue of Life.